# Bert Füssenich
Bert Füssenich (* 27. Januar 1973 in Bonn) ist ein deutscher Jurist und Richter am Bundesfinanzhof.

## Leben und Wirken
Füssenich studierte Rechts- und Wirtschaftswissenschaften an den Universitäten München, Oxford und Bonn als Stipendiat der Studienstiftung des deutschen Volkes. Nach Abschluss seiner Studien wurde er 2002 von der Universität Bonn mit der wirtschaftswissenschaftlichen Arbeit "Imperfect information and commitment in financial contracting" zum Dr. rer. pol. promoviert. Nachdem er sein anschließendes Rechtsreferendariat mit dem Zweiten Staatsexamen abgeschlossen hatte, trat Füssenich 2007 in den Justizdienst des Landes Nordrhein-Westfalen ein. Dort wurde er zunächst in der ordentlichen Gerichtsbarkeit am Landgericht Bonn eingesetzt. 2009 wechselte er in die Finanzgerichtsbarkeit an das Finanzgericht Düsseldorf und wurde 2010 zum Richter am Finanzgericht ernannt. Von 2013 bis 2016 war er als wissenschaftlicher Mitarbeiter an das Bundesverfassungsgericht abgeordnet. Nach seiner Rückkehr nach Düsseldorf war er neben seiner Tätigkeit als Präsidialrichter vor allem mit dem allgemeinen Ertragsteuerrecht befasst. Hierzu hat er auch diverse wissenschaftliche Beiträge in Fachzeitschriften und -kommentaren verfasst. Ab Januar 2018 war er an die Staatskanzlei des Landes Nordrhein-Westfalen abgeordnet. Im Juli 2018 wurde Füssenich zum Richter am Bundesfinanzhof gewählt. Er wurde dem vornehmlich für Einkünfte aus selbständiger Tätigkeit und aus Kapitalvermögen zuständigen VIII. Senat zugewiesen und trat seine Stelle zum 1. November 2018 an.